# Bazyli Albiczuk
Bazyli Albiczuk (ur. 18 lipca 1909 w Dąbrowicy Małej, zm. 22 lipca 1995 tamże) – polski malarz prymitywista.

## Życiorys
Urodził się w rodzinie rolników na pograniczu etnicznym polsko-ukraińskim. Jego talent malarski po raz pierwszy zauważono w szkole podstawowej, nauczył się wówczas także gry na skrzypcach. Jego rodzina była jednak zbyt biedna, aby finansować jego dalsze kształcenie. W latach 1929–1932 odbył służbę wojskową i wówczas poznał różne techniki malarskie. Był samoukiem, bardzo dużo czytał, interesowała go szczególnie botanika i biologia. Od 1937 zaczął zarabiać muzykowaniem na weselach i malowaniem portretów. II wojna światowa spowodowała, że Albiczuk jako zdemobilizowany żołnierz polski znalazł się w ZSRR, gdzie pracował w sowchozie. Potem wcielono go do Armii Czerwonej, w której szeregach walczył do 1943.
Gdy wrócił do rodzinnej Dąbrowicy okazało się, że prawie cała jego rodzina została wysiedlona do ZSRR. Po krótkim pobycie w Gdyni u siostry, Albiczuk zamieszkał w rodzinnym domu w Dąbrowicy, gdzie aż do końca lat 1950. zarabiał malując makatki, portrety i obrazy dewocyjne. Dopiero od początku lat 1960 zaczął malować charakterystyczne dla swojej twórczości obrazy i stopniowo stawał się coraz bardziej znanym i cenionym malarzem prymitywistą.
Pierwsza jego wystawa miała miejsce w Wojewódzkim Domu Kultury w Lublinie w 1966. Potem często wystawiał w kraju i za granicą (Bratysława 1966 i 1972, Neuchâtel, Stuttgart, Londyn, Zagrzeb 1973). Jego sztukę kolekcjonował Ludwig Zimmerer. Od lat 1970. Albiczuk stał się znanym i zamożnym artystą, otrzymał też wiele odznaczeń, m.in. Krzyż Kawalerski Orderu Odrodzenia Polski, w 1976 Nagrodę im. Jana Pocka, w 1980 Nagrodę im. Oskara Kolberga „Za Zasługi dla Sztuki Ludowej”. Artysta należał do Stowarzyszenia Twórców Ludowych.
Albiczuk malował pejzaże Podlasia i ogrody (zwłaszcza własny przydomowy ogród ozdobny), jego prace cechuje bogata kolorystyka i dbałość o szczegóły. Po śmierci okazało się, że pisał wiersze w języku ukraińskim. Jego prace eksponowane są w Muzeum Południowego Podlasia w Białej Podlaskiej i w zbiorach prywatnych. Został pochowany na cmentarzu prawosławnym w Dąbrowicy Małej. W Dąbrowicy Małej w miejscowej świetlicy znajduje się izba pamięci poświęcona artyście – eksponowane są tam m.in. jego sprzęty domowe.